# Tuul gol
Tuul gol (t. Tuła; mong. Туул гол) – rzeka w środkowej Mongolii, prawy dopływ Orchon gol. Długość – 704 km, powierzchnia zlewni – 49 840 km².
Źródła leżą w Chenteju, w ajmaku chentejskim. W rzece liczne ryby, w tym tajmień, lin, szczupak, karp, okoń i sum. W dolinie Tuul gol leży stolica Mongolii Ułan Bator. W dolnym biegu rzeki, w jej aluwiach znajdują się bogate złoża złota, które są intensywnie eksploatowane. Ścieki ze stolicy oraz eksploatacja złota powodują, że Tuul gol (z wyjątkiem górnego odcinka) jest najbardziej skażoną dużą rzeką Mongolii.